# 安娜·貝琪茲·巴洛斯
安娜·碧翠茲·巴洛絲（Ana Beatriz Barros，1982年5月29日—），巴西伊塔比拉出生，巴西超級名模。

## 模特兒生涯

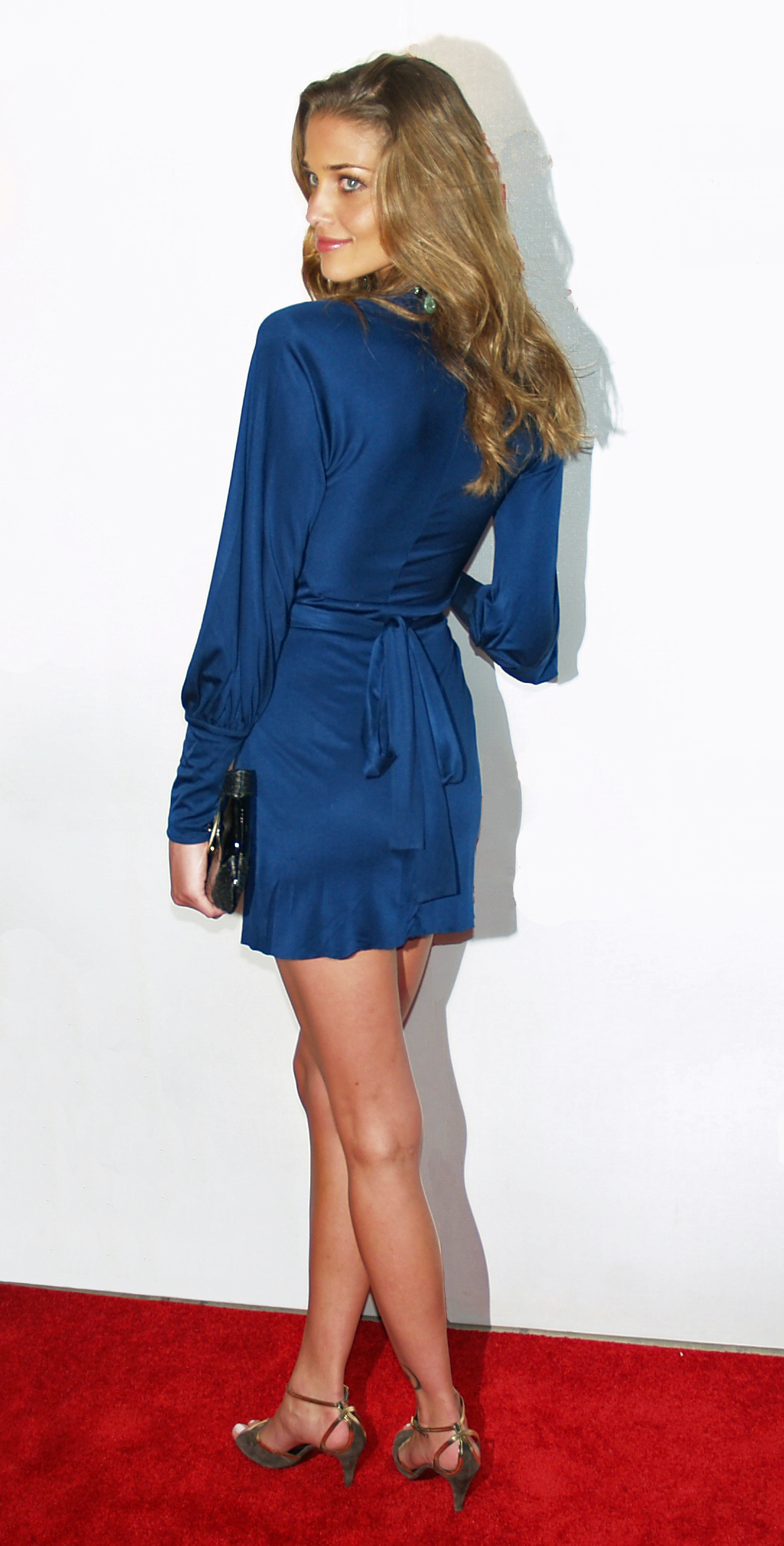
巴洛斯在纽约翠贝卡电影节

## 外部連結
- anabeatrizbarros.com （页面存档备份，存于） - 官方網站